# 中野裕太 (タレント)
中野 裕太（なかの ゆうた、1985年10月9日 - ）は、日本の俳優、モデル、タレント、ラッパー。レプロエンタテインメント所属。当初の芸名は創斗（そうと）だったが、2009年に現在の事務所に移籍後、本名の中野裕太に改名した。

## 略歴
公文国際学園中等部・高等部卒業後、早稲田大学第一文学部に入学。高校時代はアメリカ合衆国、大学時代はミラノ大学に留学していた。
大学在学中にモデル事務所・オフィス夏に所属。大学4年生の時にアルベール・カミュの著作に触れ、役者を志す。大学卒業前後に『仮面ライダーキバ』のオーディションに合格、同作で俳優デビュー。2009年2月に知人の紹介でレプロエンタテインメントと仮契約、9月1日に正式契約。移籍後、芸名を本名の「中野裕太」に改名した。
2010年11月号『Numéro TOKYO』で、篠山紀信撮影によるヘアヌードが掲載された。2009年から2013年頃まで主にバラエティ番組で活動していたが、2014年に事務所と話し合い、俳優業に専念することを決めた。2015年に映画『もうしません!』で、初主演。2016年、日本と台湾の国際恋愛を描いた映画『ママは日本へ嫁に行っちゃダメというけれど。』で主演を務めた。同年、単発ドラマ『脚本家と女刑事』でテレビドラマ初主演。
実弟は、フランス在住のピアニスト中野公揮。

## 出演

### テレビ番組
- 熱血!平成教育学院（2009年 - 2011年、フジテレビ） - 不定期
- TheサンデーNEXT（2009年 - 2011年、日本テレビ） - 不定期
- コレミーナ!（2010年 - 2011年、MUSIC ON! TV） - 火曜、木曜ビデオジョッキー
- 不可思議探偵団（2010年 - 2011年、日本テレビ） - 始め不定期、途中からレギュラー
- おはよう朝日です（2010年 - 2013年、朝日放送） - 木曜コメンテーター
- 地球アゴラ（2011年 - 2014年、NHK-BS1） - 司会
- COLLECTION STYLE（2011年、日本テレビ） - 司会

### ドラマ
- 仮面ライダーシリーズ
  - 仮面ライダーキバ（2008年[13]、テレビ朝日） - 糸矢僚 役
  - 仮面ライダーディケイド 第4話（2009年[13]、テレビ朝日） - 糸矢僚 役
- わたしが子どもだったころ「俳優 平泉成」（2010年、NHK） - 教師 役
- 夏の恋は虹色に輝く 第4話（2010年、フジテレビ） - 後藤隼人 役
- 歌セラ 第10話「男と女のクリスマスイブ」（2010年、北海道放送 ほか） - 聡史 役
- ヘブンズ・フラワー The Legend of ARCANA（2011年、TBS） - ナルキ 役
- 最後の絆 沖縄・引き裂かれた兄弟 〜鉄血勤皇隊と日系アメリカ兵の真相〜（2011年、フジテレビ） - ハセガワ 役
- リッチマン、プアウーマン（2012年、フジテレビ） - 坂口哲也 役
- 金曜プレステージ 森村誠一サスペンス 孤独の密葬（2013年、フジテレビ） - 大杉 役
- なぞの転校生（2014年、テレビ東京） - アゼガミ 役
- ビター・ブラッド〜最悪で最強の親子刑事〜 第8話（2014年、フジテレビ） - 相模修吾 役
- ウロボロス〜この愛こそ、正義。 第6・7話（2015年、TBS） - 山城隼人 役
- ようこそ、わが家へ 最終話（2015年6月25日、フジテレビ）
- 探偵の探偵（2015年、フジテレビ） ‐ 升瀬淳史 役
- 結婚式の前日に（2015年、TBS） - 小倉信也 役[14]
- このミステリーがすごい! ベストセラー作家からの挑戦状「ポセイドンの罰」（2015年、TBS） - 工藤良市 役
- 家売るオンナ  第3話（2016年、日本テレビ） - 保坂ひろと 役
- 脚本家と女刑事（2016年8月29日、読売テレビ） - 主演・寺山薫平 役
- 拝啓、民泊様。（2016年10月 - 11月、MBS・TBS） - 江南昌平 役[15]
- 警視庁ゼロ係〜生活安全課なんでも相談室〜 SEASON4 （2019年7月 - 9月、テレビ東京） - 神沼洋 役
- 世界の終わりに咲く花（2010年、BeeTV） - 斉藤歩 役
- 初恋の悪魔 第3話（2022年、日本テレビ） - 弓槻貴司 役

### 映画
- ハンサム★スーツ（2008年）
- 日輪の遺産（2011年） - ダニエル・ニシオカ 役
- ツレがうつになりまして。（2011年） - 小畑 役
- サムライ・ダッシュ（2013年）
- 遠くでずっとそばにいる（2013年）
- 新宿スワン（2015年）
  - 新宿スワンII（2017年）- ハネマン 役
- もうしません!（2015年） - 主演・近畿優作 役 [16]
- ママは日本へ嫁に行っちゃダメというけれど。（英語版、中国語版）（2016年） - 主演・モギサン 役
- ポルトの恋人たち 時の記憶（2017年） - 四郎／幸四郎 2役　※日本、ポルトガル、アメリカ合作
- 男たちの挽歌 REBORN（原題：英雄本色2018、2018年） - 岡村 役 ※中国映画

### 舞台
- N.M.L.〜nice mikosiba life〜（2008年[13]） - クラブ支配人 役
- 妄想協奏曲（2008年[13]） - 殺し屋 役
- 汚れたアヒル（2009年） - ツアーアテンダント 役
- パニ☆ホス（2009年） - 内藤一人 役（近藤貴路とのWキャスト）
- レンタル彼女（2012年） - 富岡恵介 役

### ラジオ
- コスモ ポップス ベスト10（2010年 - 2014年、JFN）男性初パーソナリティ
- ユージと中野裕太のオールナイトニッポンモバイル（2010年、ニッポン放送）

### 広告
- 日本マクドナルド（2006年[13]）
  - 「ピタマック」おいしいカタチ篇
  - 「マックフルーリー」
- レオパレス21
- アディーレ法律事務所

### ミュージックビデオ
- 詩音「LUV feat.大地」（2009年[13]）
- Srv.Vinci「Stem」(2014年)
- millennium parade「Philip」(2020)

## 書籍

### 雑誌連載
- CanCam「REAL MODELS」（2009年、小学館）
- Numéro TOKYO「中野裕太109」（2010年、扶桑社）[17]